# Drassodes hypocrita
Drassodes hypocrita är en spindelart som först beskrevs av Simon 1878.  Drassodes hypocrita ingår i släktet Drassodes och familjen plattbuksspindlar. Inga underarter finns listade i Catalogue of Life.